# ستارو میاستو
ستارو میاستو (به بلغاری: Staro myasto) یک منطقهٔ مسکونی در بلغارستان است که در شهرستان کاردژالی واقع شده‌است.